# نيكوس كسيلوريس
نيكوس كسيلوريس (باليونانية: Νίκος Ξυλούρης)‏ (7 تموز 1936- 8 شباط 1980) مشهور بالكنية «بسارونيكوس» أو التوصيف المُشَرِّف «رئيس الملائكة من كريت»، هو عازف ومُغَنٍّ يونانيّ.

## السيرة
وُلِدَ «كسيلوريس» عام 1936 في القرية الجبلية «أنوغيا ميلوبوتامو»، مقاطعة ريثيمْنو في جزيرة كريت في اليونان. من عائلة عريقة في الموسيقى قدّمت موسيقيّين كثيرين. لمّا كان عمره خمس سنوات أحرق الألمان النازيّون قريته، قد خسر «كسيلوريس» وبقيّة السكّان أرضهم. نُقِلَ الجميع إلى قرية أخرى في محافظة «ميلوبوتاموس» التي بقوا فيها لغاية تحرير جزيرة كريت من النازيّين. إخوته هم أيضاً الموسيقيّون المشاهير في الموسيقى الكريتيّة «أندونيس كسيلوريس» (بسارانْدونيس) و«يانيس كسيلوريس»(بسارويانيس)

### القيثارة (ليرا)
في سنّ مبكّرة، بمساعدة من مدرِّسه، استطاع أن يقنع أباه أن يشتري له أوّل قيثارة وبسرعة بدأ يعزف في حفلات الزفاف والمهرجانات. عندما صار عمره 17 سنة قرّر أن ينتقل إلى مدينة «إراكليو» في جزيرة كريت ووجد وظيفة في ملهى ليليّ اسمه «كاسترو» (ويعني «قلعة»).
لكنّ الأمور لم تَكُنْ كما توقَّعها لأنّه وجد نفسه في مواجهة دُرْجة الموسيقى الأوروبيّة، وهي موسيقى لا علاقة له بها. إضافة إلى أنّ دخله كان بالكاد يكفيه ومرّ بظروف صعبة.

#### العودة إلى كريت
تَعرّف إلى «أورانيا ميلامبياناكي» وتزوّجا في 21 أيّار 1958، وفي أيلول من العام نفسه انتقلا إلى مدينة «إراكليو» في جزيرة كريت. وراح أهل الجزيرة يساندونه وينظّمون الحفلات ليسمعوه.
بدأ يصبح مشهوراً وفي نوفمبر عام 1958 سجّل مجموعة أغانيه الأولى. أعجب الألبوم المستمعين وهكذا سجّل «نيكوس» أغاني أكثر على أقراص 45 rpm. في سنة 1960 ولد ابنه «يورغوس»(الذي مات في حادث سير عام 2015)
وفي سنة 1966 وُلِدَتْ بنتُهُ «رينيو». في عام ميلاد بنتِهِ فاز «نيكوس» بالجائزة الأولى في مهرجان موسيقي في «سان ريمو» عازفاً «سيرتاكي» (وهو نوع رقص شعبيّ).
في السنة التالية، افتتح في مدينة «إراكليو» المركز الموسيقيّ «إروتوكريتوس» وما عاد يقلق على معيشته.

#### الشهرة في أثينا
عام 1969 سجّل بنجاح كبير الألبوم «أنيفادو» وبعد بضعة شهور عاد للعزف في مركز موسيقيّ في العاصمة أثينا. في ذلك الحين نضجت الظروف أكثر واحتضنه جمهوره. وهكذا انتقل إلى أثينا ثانية. هناك التقى بالشاعر ومخرج الأفلام «إريكوس ثالاسينوس» الذي قرّر أن يعرّفه إلى «يانيس ماركوبولوس» وبدأ بينهما التعاون العظيم في الالبوم «خرونيكو» و«ريزيتيكا». بموازاة هذا، التقى بمدير شركة أسطوانات «كولومبيا» «تاكيس لامبروبولوس» وتصاهرا. وقد كان الشخص الذي اكتشف وأبرز «نيكوس». المدير سجّل «نيكوس» في حفل زواج في قرية «أنوغيا» وأرسل التسجيل إلى الملحّن «ستافروس كسارخاكوس» من أجل ان يسمع صوت العازف. الصحف في ذلك الوقت كتبت أنّ «لامبروبولوس» ذهب إلى كريت وهناك اكتشف صوتاً عظيماً ومهمّاً. من هناك علم «يانيس ماركوبولوس» بنيكوس فاقترح عليه أغاني من ألبوم «خرونيكو».

##### سنوات الدكتاتوريّة
عام 1971 بدأ «نيكوس» الحفلات مع «يانيس» في مركز اسمه «ليذرا» وأصبح صوته رمزاً من رموز المقاومة. تلك السنوات تعاون بشكل وثيق مع ملحّن موسيقيّ من «ثراكي»(شمال اليونان، جنب تركيا) اسمه «ثاناسيس جايفيلياس» في مراكز موسيقيّة في أثينا وأقاما حفلات في كلّ اليونان. صيف عام 1973 غنّى في مسرحيّة اسمها «تو ميغالو ماس تسيركو» (سيركنا الكبير) في مسرح «أثينيون».

###### النهاية
في أوج مسيرته المهنيّة، أدرك نيكوس كسيلوريس أنّه مُصاب بسرطان الرئة وقد انتقل إلى الدماغ. بعد كفاح كبير، وجراحات متعدّدة وعذاب كثير مات «نيكوس» في مستشفى علاج السرطان في مدينة بيرياس في 8 شباط 1980 وكان عمره 43 سنة. مهر بصوته وأخلاقه سنوات الدكتاتورية ومقاومتها لها والسنوات الأولى بعدها. إحتفظ «نيكوس» بحبّه للموسيقى التقليديّة في اليونان، وكان مصدر إلهام للكثيرين من الموسيقيّين الشباب وللفرق التي تعامل معها. ما زال صوته يُطرِبُ الناس في حفلات الزواج والمناسبات والمهرجانات.
دُفِنَ «نيكوس كسيلوريس» في مقبرة أثينا الأولى.

## روابط خارجية
- نيكوس كسيلوريس على موقع IMDb (الإنجليزية)
- نيكوس كسيلوريس على موقع ميوزك برينز (الإنجليزية)
- نيكوس كسيلوريس على موقع ديسكوغز (الإنجليزية)